# François Dupont
François Isidore Dupont (Seneffe, 28 maart 1780 – Fayt-lez-Seneffe, 25 april 1838) was een Belgisch senator en burgemeester.

## Levensloop
Dupont was een zoon van Antoine Dupont en Marie-Louise Dupont. Antoine Dupont was molenaar, distilleerder en ontvanger voor kolenmijnvennootschappen.
François Dupont trouwde met Christine Silez. Hij richtte een fabriek van spijkers op in Fayt (1800) en in Merbes-le-Château (1814). Hij stichtte ook nog een metaalbedrijf in Feluy (1809), een ijzergieterij in Fayt (1821), een cokeshoogoven in Châtelineau (1831) en een kolenmijn in Fayt (1837).
Van 1816 was hij schepen en van 1821 tot 1830 was hij burgemeester van Fayt-lez-Seneffe.
In 1836 volgde hij François de Robiano op als katholiek senator voor het arrondissement Thuin. Minder dan twee jaar later overleed hij.